# Wilfrid Hyde-White
Wilfrid Hyde-White, né à Bourton-on-the-Water (Gloucestershire, Angleterre) le 12 mai 1903, mort à Los Angeles (quartier de Woodland Hills, Californie) le 6 mai 1991, est un acteur anglais.
Son nom est parfois écrit sans trait d'union (voire seul crédité), et son prénom quelquefois orthographié Wilfred.

## Biographie

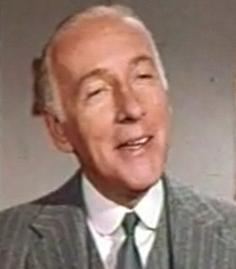
Dans Le troisième homme était une femme (1961)

Au théâtre, Wilfrid Hyde-White débute en 1922 à Londres, où il retrouve au St James's Theatre (en), en 1951, Vivien Leigh et Laurence Olivier, dans César et Cléopâtre (Shaw) et Antoine et Cléopâtre. Tous trois reprendront ces deux pièces jusqu'en 1952 à Broadway (New York), où Wilfrid Hyde-White se produit au total à cinq reprises (entre 1947 et 1973).
Au cinéma, il participe à son premier film en 1934 et à son dernier en 1983, se partageant entre les films britanniques et américains. Mentionnons deux de ses rôles les plus marquants, celui de Crabbin dans Le Troisième Homme (1949), et celui du Colonel Pickering dans My Fair Lady (1964).
À la télévision, de 1953 à 1983, il tourne des téléfilms et des séries (Columbo, Mission impossible, La Quatrième Dimension...).
Enfin, il se produit à la radio de 1962 à 1965, dans une comédie radiophonique de la BBC, The Men from the Ministry (en).

## Filmographie partielle

### Au cinéma
- 1934 : Josser on the Farm de T. Hayes Hunter
- 1935 : Alibi Inn de Walter Tennyson
- 1936 : Murder by Rope de George Pearson
- 1936 : Rembrandt de Alexander Korda
- 1936 : The Scarab Murder Case de Michael Hankinson
- 1937 : Elephant Boy de Robert Flaherty et Zoltan Korda
- 1937 : Change for a Sovereign de Maurice Elvey
- 1938 : Meet Mr. Penny de David MacDonald
- 1940 : The Lambeth Walk d'Albert de Courville
- 1941 : Georges roi de la mode (Turned Out Nice Again) de Marcel Varnel
- 1942 : Asking for Trouble d'Oswald Mitchell
- 1942 : Lady from Lisbon de Leslie S. Hiscott
- 1943 : L'Étranger (The Demi-Paradise) (non crédité) d'Anthony Asquith
- 1946 : Night Boat to Dublin de Lawrence Huntington
- 1946 : Rendez-vous avec le crime (Appointment with Crime) de John Harlow
- 1947 : Meet me at Dawn de Thornton Freeland
- 1947 : Le Fantôme de Berkeley Square (The Ghosts of Berkeley Square) de Vernon Sewell
- 1947 : Erreurs amoureuses (While the Sun Shines) d'Anthony Asquith
- 1948 : My Brother Jonathan de Harold French
- 1948 : Bond Street de Gordon Parry
- 1948 : My Brother's Keeper d'Alfred Roome
- 1948 : Winslow contre le roi (The Winslow Boy) d'Anthony Asquith
- 1948 : Quartet de Ken Annakin et Arthur Crabtree
- 1949 : Les Amants passionnés (The Passionate Friends) de David Lean
- 1949 : Cet âge dangereux (That Dangerous Age) de Gregory Ratoff
- 1949 : La Rue interdite (Britannia Mews) de Jean Negulesco
- 1949 : Adam et Evelyne (Adam and Evelyne) d'Harold French

- 1949 : Le Troisième Homme (The Third Man) de Carol Reed : Crabbin
- 1949 : Les Amours de Lord Byron (The Bad Lord Byron) de David MacDonald
- 1949 : Guet-apens (Conspirator) de Victor Saville
- 1949 : Helter Skelter de Ralph Thomas

- 1950 : La Salamandre d'or (Golden Salamander) de Ronald Neame
- 1950 : The Angel with the Trumpet de Anthony Bushell
- 1950 : Trio de Ken Annakin et Harold French
- 1950 : Le Moineau de la Tamise (The Mudlark) de Jean Negulesco
- 1950 : Vacances sur ordonnance (Last Holiday) d'Henry Cass
- 1950 : Mission dangereuse (Highly Dangerous) de Roy Ward Baker
- 1950 : Midnight Episode de Gordon Parry
- 1951 : Blackmailed de Marc Allégret
- 1951 : Mister Drake's Duck de Val Guest
- 1951 : L'Ombre d'un homme (The Browning Version) d'Anthony Asquith
- 1951 : Le Voyage fantastique (No Highway in the Sky) (non crédité) d'Henry Koster
- 1951 : Le Banni des îles (Outcast of the Islands) de Carol Reed
- 1952 : Mr. Dennings drive North d'Anthony Kimmins
- 1953 : L'Homme au million (The Million Pound Note) de Ronald Neame
- 1953 : Gilbert et Sullivan (The Story of Gilbert and Sullivan) de Sidney Gilliat
- 1954 : Casaque arc-en-ciel de Basil Dearden
- 1954 : Un fils pour Dorothy (To Dorothy a Son) de Muriel Box
- 1954 : Duel dans la jungle (Duel in the Jungle) de George Marshall
- 1955 : See Row they run de Leslie Arliss
- 1955 : Les Aventures de Quentin Durward (Quentin Durward) de Richard Thorpe
- 1956 : My Teenage Daughter d'Herbert Wilcox
- 1957 : La Vérité sur les femmes (The Truth About Women) de Muriel Box
- 1957 : Scotland Yard joue et gagne (The Vicious Circle) de Gerald Thomas
- 1957 : Tarzan et le Safari perdu (Tarzan and the Lost Safari) de H. Bruce Humberstone
- 1957 : That Woman Opposite de Compton Bennett
- 1958 : Up the Creek de Val Guest
- 1958 : Wonderful Things! (en) d'Herbert Wilcox
- 1959 : La nuit est mon ennemie (Libel) d'Anthony Asquith
- 1959 : Aux frontières des Indes (North West Frontier) de J. Lee Thompson
- 1959 : Life is Emergency Ward 10 (en) de Robert Day
- 1959 : Un thermomètre pour le colonel (Carry On Nurse) de Gerald Thomas
- 1960 : Le Milliardaire (Let's Make Love) de George Cukor
- 1960 : Le Paradis des monte-en-l'air (Two Way Stretch) de Robert Day
- 1961 : His and Hers (en) de Brian Desmond Hurst
- 1961 : La Doublure du général (On the Double) de Melville Shavelson
- 1961 : Le troisième homme était une femme (Ada) de Daniel Mann
- 1962 : Aliki my Love de Rudolph Maté
- 1962 : Les Enfants du capitaine Grant (In Search of the Castaways) de Robert Stevenson
- 1962 : Ma douce tigresse (Crooks Anonymous) de Ken Annakin
- 1964 : My Fair Lady de George Cukor
- 1966 : L'Encombrant Monsieur John (John Goldfarb, Please come Home) de J. Lee Thompson
- 1965 : You Must Be Joking! (en) de Michael Winner
- 1965 : Les Dix Petits Indiens (Ten Little Indians) de George Pollock
- 1965 : Le Liquidateur (The Liquidator) de Jack Cardiff
- 1966 : Opération Marrakech (Our Man in Marrakesh) de Don Sharp
- 1966 : The Sandwich Man de Robert Hartford-Davis
- 1966 : La Chambre des horreurs (Chamber of Horrors) d'Hy Averback
- 1968 : Syndicat du meurtre (P.J.) de John Guillermin
- 1969 : Gaily, Gaily de Norman Jewison
- 1969 : The Magic Christian de Joseph McGrath
- 1969 :Le Tunnel de la peur (Fragment of Fear) de Richard C. Sarafian
- 1970 : Skullduggery de Gordon Douglas
- 1972 : The Cherry Picker (en) de Peter Curran (en)
- 1978 : No Longer Alone de Nicholas Webster (en)
- 1978 : Le Chat et le Canari (The Cat and the Canary) de Radley Metzger
- 1979 : King Solomon's Treasure d'Alvin Rakoff : un membre du Club
- 1979 : A Touch of the Sun (en) de Peter Curran (en)
- 1980 : Oh, God! Book 2 de Gilbert Cates
- 1980 : La Bible ne fait pas le moine (In God we tru$t) de Marty Feldman
- 1981 : Tarzan, l'homme singe (Tarzan, the Ape Man) de John Derek
- 1982 : Le Joujou (The Toy) de Richard Donner
- 1983 : Fanny Hill (en) de Gerry O'Hara

### À la télévision
- 1963 : Passage on the Lady Anne de Lamont Johnson (Saison 4, Épisode 17, de la série La Quatrième Dimension - The Twilight Zone -)
- 1966 : Lucy in London, téléfilm de Steve Binder
- 1967 : Réminiscence (Echo of Yesterday) de Leonard Horn (Saison 2, Épisode 14, de la série Mission impossible - Mission : Impossible -)
- 1968 : Dernière mission à l'Est (The Sunshine Patriot), téléfilm de Joseph Sargent
- 1969 : Le Miroir de la mort (Fear no Evil), téléfilm de Paul Wendkos
- 1969 : Le Complot du silence (Run a crooked Mile), téléfilm de Gene Levitt
- 1970 : Ritual of Evil, téléfilm de Robert Day
- 1972 : Columbo : S.O.S. Scotland Yard (Dagger of the Mind) (série télévisée) : Tanner
- 1973 : A Brand New Life, téléfilm de Sam O'Steen
- 1976 : The Great Houdini, téléfilm de Melville Shavelson
- 1976 : Columbo : La Montre témoin (Last Salute to the Commodore) (série télévisée) : Kittering
- 1978 : Galactica : La Bataille de l'espace (Battlestar Galactica), téléfilm de Richard A. Colla
- 1979 : The Rebels, téléfilm de Russ Mayberry
- 1979 : The Plank, téléfilm d'Eric Sykes
- 1980 : Scout's Honor, téléfilm d'Henry Levin
- 1981 : Saison 2 (les 13 épisodes) de la série Buck Rogers au XXVe siècle
- 1982 : The Letter, téléfilm de John Erman
- 1982 : House of Dolls / Wuthering Heights de Philip Leacock (Saison 5, Épisode 11, de la série L'Île fantastique - Fantasy Island -)

## Théâtre (à Broadway)
- 1947 : Under the Counter, comédie musicale, musique de Manning Sherwin, lyrics d'Harold Purcell
- 1951-1952 : César et Cléopâtre (Caesar and Cleopatra), pièce de George Bernard Shaw, avec Vivien Leigh, Niall MacGinnis, Laurence Olivier, Donald Pleasence, Lyndon Brook, Norman Wooland
- 1951-1952 : Antoine et Cléopâtre (Antony and Cleopatra), pièce de William Shakespeare, avec Vivien Leigh, Niall MacGinnis, Laurence Olivier, Donald Pleasence
- 1956-1957 : The Reluctant Debutante, pièce de William Douglas Home (adaptée au cinéma en 1958)
- 1973 : The Jockey Club Stakes, pièce de William Douglas Home, avec Robert Coote